# Charitopes rhodesiae
Charitopes rhodesiae là một loài tò vò trong họ Ichneumonidae.